# 正安
正安（）は、日本の元号の一つ。永仁の後、乾元の前。1299年から1302年までの期間を指す。この時代の天皇は後伏見天皇、後二条天皇。鎌倉幕府将軍は久明親王。執権は北条貞時、北条師時。

## 改元
- 永仁7年4月25日（ユリウス暦1299年5月25日）：後伏見天皇の即位により改元。
- 正安4年11月21日（ユリウス暦1302年12月10日）：乾元に改元。

## 正安期におきた出来事
元年
- 10月：一山一寧が来日する。

3年
- 正月21日：後伏見天皇、後二条天皇に譲位。
- 8月22日：北条師時、第10代執権となる。

## 西暦との対照表
※は小の月を示す。
| 正安元年（己亥） | 一月      | 二月※ | 三月※ | 四月  | 五月※ | 六月  | 七月※ | 八月    | 九月 | 十月※ | 十一月 | 十二月 |           |
| ---------------- | --------- | ----- | ----- | ----- | ----- | ----- | ----- | ------- | ---- | ----- | ------ | ------ | --------- |
| ユリウス暦       | 1299/2/2  | 3/4   | 4/2   | 5/1   | 5/31  | 6/29  | 7/29  | 8/27    | 9/26 | 10/26 | 11/24  | 12/24  |           |
| 正安二年（庚子） | 一月※     | 二月  | 三月※ | 四月  | 五月※ | 六月※ | 七月  | 閏七月※ | 八月 | 九月※ | 十月   | 十一月 | 十二月    |
| ユリウス暦       | 1300/1/23 | 2/21  | 3/22  | 4/20  | 5/20  | 6/18  | 7/17  | 8/16    | 9/14 | 10/14 | 11/12  | 12/12  | 1301/1/11 |
| 正安三年（辛丑） | 一月※     | 二月  | 三月※ | 四月  | 五月※ | 六月※ | 七月※ | 八月    | 九月 | 十月※ | 十一月 | 十二月 |           |
| ユリウス暦       | 1301/2/10 | 3/11  | 4/10  | 5/9   | 6/8   | 7/7   | 8/5   | 9/3     | 10/3 | 11/2  | 12/1   | 12/31  |           |
| 正安四年（壬寅） | 一月      | 二月※ | 三月  | 四月※ | 五月  | 六月※ | 七月※ | 八月※   | 九月 | 十月※ | 十一月 | 十二月 |           |
| ユリウス暦       | 1302/1/30 | 3/1   | 3/30  | 4/29  | 5/28  | 6/27  | 7/26  | 8/24    | 9/22 | 10/22 | 11/20  | 12/20  |           |